# Галантный болгарин
«Галантный болгарин» (болг. «Българан е галант») — болгарский игровой немой фильм. Режиссёром и сценаристом выступил актёр Васил Гендов, который также сыграл одну из главных ролей в фильме. Считается первым художественным фильмом производства Болгарии.
Сведения о том, когда впервые был показан данный фильм, разнятся. Согласно Гендову, съёмки начались 16 мая 1910 года, а премьера состоялась 22 июня того же года в кинотеатре «Современный театр» в Софии, однако самое раннее задокументированное сведение о премьере фильма относится к 13 января 1915 года. Кинолента была почти полностью уничтожена во время бомбардировок Софии во время Второй мировой войны и считается, что от всего фильма осталось лишь 2-3 кадра.

## Сюжет
Элегантный и любящий приключения Болгаран встречает на улице молодую даму и начинает за ней ухаживать. Она решает проучить его, предлагая ему провести её к базару, где она совершает покупки. С удивлением девушка осознаёт, что она не имеет при себе денег и просит своего жениха одолжить ей, на что он соглашается.
Позже дама ведёт Болгарана в роскошное заведение и за его счёт покупает дорогие напитки и закуски. Потом она грузит кавалера мешками и ведёт его к своему дому. По пути она встречает своего супруга и предлагает ему вызвать карету, чтобы погрузить туда весь груз и таким образом освободить "носильщика". Вдвоём, они уезжают прямо перед ошеломлённым Болгараном, который взамен за выполненную работу получает небольшую монету.

## В ролях
| Актёр               | Роль               |
| ------------------- | ------------------ |
| Васил Гендов        | Болгаран           |
| Мара Миятева-Липина | Молодая дама       |
| Ангелов             | Супруг дамы        |
| Методи Станоев      | Первый прохожий    |
| Антон Делбело       | Клиент в ресторане |
| Тодор Стамболиев    | Второй прохожий    |